# Европско првенство у атлетици у дворани 2007 — 3.000 метара за мушкарце
Такмичење у дисциплини трчања на 3.000 метара у мушкој конкуренцији на Европском првенству у атлетици у дворани 2007. одржано је у Бирмингему, Уједињено Краљевство, у Националној арени 2. и 3. марта 2007. године.
Титулу освојену у Бирмингему 2007, није одбранио Алистер Крег из Ирске.

## Земље учеснице
Учествовало је 25 такмичара из 16 земаља.
1. Аустрија (2)
2. Израел (1)
3. Ирска (3)
4. Исланд (1)
5. Италија (1)
6. Молдавија (1)
7. Немачка (1)
8. Норвешка (1)
9. Румунија (2)
10. Русија (2)
11. Словенија (1)
12. Турска (1)
13. Уједињено Краљевство (2)
14. Француска (1)
15. Шведска (2)
16. Шпанија (3)

## Сатница
| Датум   | Време |               |
| ------- | ----- | ------------- |
| 2. март | 11:15 | Квалификације |
| 3. март | 15:40 | Финале        |

## Рекорди
| Рекорди пре почетка Европског првенства 2007. | Рекорди пре почетка Европског првенства 2007. | Рекорди пре почетка Европског првенства 2007. | Рекорди пре почетка Европског првенства 2007. | Рекорди пре почетка Европског првенства 2007. |
| --------------------------------------------- | --------------------------------------------- | --------------------------------------------- | --------------------------------------------- | --------------------------------------------- |
| Светски рекорд                                | Данијел Комен Кенија                          | 7:24,90                                       | Будимпешта, Мађарска                          | 6. фебруар 1998                               |
| Европски рекорд                               | Алберто Гарсија Шпанија                       | 7:32,98                                       | Севиља, Шпанија                               | 22. фебруар 2003                              |
| Рекорди европских првенстава                  | Алберто Гарсија Шпанија                       | 7:43,89                                       | Беч, Аустрија                                 | 2. март 2002                                  |
| Најбољи светски резултат сезоне у дворани     | Кенениса Бекеле Кенија                        | 7:30,51                                       | Стокхолм, Шведска                             | 20. фебруар 2007                              |
| Европски рекорд сезоне у дворани              | Буабдела Тари Француска                       | 7:38,41                                       | Штутгарт, Немачка                             | 3. фебруар 2007                               |

## Најбољи европски резултати у 2007. години
Десет најбољих европских атлетичара на 3.000 метара у дворани 2007. године пре почетка првенства (2. марта 2007), имали су следећи пласман на европској и светској ранг листи. (СРЛ),
| 1.  | Буабдела Тари        | Француска | 7:38,41 | 3. фебруар  | 8. СРЛ  |
| 2.  | Алистер Крег         | Ирска     | 7:43,30 | 9. фебруар  | 15. СРЛ |
| 3.  | Хесус Еспања         | Шпанија   | 7:43,36 | 10. фебруар | 16. СРЛ |
| 4.  | Халил Акаш           | Турска    | 7:45,74 | 20. фебруар | 18. СРЛ |
| 5.  | Алберто Гарсија      | Шпанија   | 7:46,61 | 10. фебруар | 22. СРЛ |
| 6.  | Хосе Антонио Редолат | Шпанија   | 7:48,71 | 3. фебруар  | 26. СРЛ |
| 7.  | Гинтер Вајдлигер     | Аустрија  | 7:48,79 | 20. фебруар | 27. СРЛ |
| 8.  | Козимо Калијандро    | Италија   | 7:48,88 | 3. фебруар  | 28. СРЛ |
| 9.  | Ерик Сјеквист        | Шведска   | 7:49,27 | 20. фебруар | 31. СРЛ |
| 10. | Хуан Карлос Хигуеро  | Шпанија   | 7:49,48 | 4. фебруар  | 32. СРЛ |

Такмичари чија су имена подебљана учествовали су на ЕП 2007.

## Освајачи медаља
|                           |                         |                      |
| Козимо Калијандро Италија | Буабдела Тари Француска | Хесус Еспања Шпанија |

## Резултати

### Квалификације
Атлетичари су били подељени у две групе. У финале су се пласирала по 4 првопласираних из сваке групе (КВ) и 4 на основу постигнутог резултата (кв).
| Плас. | Група | Атлетичар                | Земља                | Резултат | Белешка |
| ----- | ----- | ------------------------ | -------------------- | -------- | ------- |
| 1.    | 1     | Хесус Еспања             | Шпанија              | 7:52,50  | КВ      |
| 2.    | 1     | Гинтер Вајдлингер        | Аустрија             | 7:53,04  | КВ      |
| 3.    | 1     | Алистер Крег             | Ирска                | 7:53,18  | КВ      |
| 4.    | 1     | Сергеј Иванов            | Русија               | 7:53,33  | КВ, ЛРС |
| 5.    | 1     | Арне Габијус             | Немачка              | 7:53,98  | кв      |
| 6.    | 2     | Халил Акаш               | Турска               | 7:54,72  | КВ      |
| 7.    | 2     | Козимо Калијандро        | Италија              | 7:54,82  | КВ      |
| 8.    | 2     | Буабдела Тари            | Француска            | 7:55,04  | КВ      |
| 9.    | 2     | Алексеј Јефимов          | Русија               | 7:55,09  | кв, ЛР  |
| 10.   | 1     | Мохамед Фара             | Уједињено Краљевство | 7:55,36  | кв      |
| 11.   | 1     | Итај Магиди              | Израел               | 7:55,42  | кв, НР  |
| 12.   | 2     | Ерик Сјеквист            | Шведска              | 7:55,96  | кв      |
| 13.   | 1     | Хенрик Ског              | Шведска              | 7:56,93  |         |
| 14.   | 2     | Алберто Гарсија          | Шпанија              | 8:02,00  |         |
| 15.   | 1     | Iaroslav Muşinschi       | Израел               | 8:04,28  | НР      |
| 16.   | 2     | Мариус Јонеску           | Румунија             | 8:06,02  | НР      |
| 17.   | 2     | Скот Оверал              | Уједињено Краљевство | 8:06,88  |         |
| 18.   | 1     | Бјернар Устад Кристенсен | Норвешка             | 8:07,76  |         |
| 19.   | 2     | Мартин Штајнбергер       | Аустрија             | 8:09,32  |         |
| 20.   | 2     | Марк Керол               | Ирска                | 8:12,60  |         |
| 21.   | 2     | Кари Стејн Карлсон       | Исланд               | 8:31,91  |         |
| 22.   | 2     | Марк Кристи              | Ирска                | 8:33,61  |         |
| 23.   | 1     | Мирча Богдан             | Румунија             | 8:33,82  |         |
|       | 1     | Хосе Антонио Редолат     | Шпанија              | НЗ       |         |
|       | 2     | Боштјан Буч              | Словенија            | НЗ       |         |

### Финале
| Плас. | Атлетичар         | Држава               | Време   | Белешка |
| ----- | ----------------- | -------------------- | ------- | ------- |
|       | Козимо Калијандро | Италија              | 8:02,44 |         |
|       | Буабдела Тари     | Француска            | 8:02,85 |         |
|       | Хесус Еспања      | Шпанија              | 8:02,91 |         |
| 4.    | Халил Акаш        | Турска               | 8:03,14 |         |
| 5.    | Мохамед Фара      | Уједињено Краљевство | 8:03,50 |         |
| 6.    | Алистер Крег      | Ирска                | 8:03,70 |         |
| 7.    | Гинтер Вајдлингер | Аустрија             | 8:04,19 |         |
| 8.    | Ерик Сјеквист     | Шведска              | 8:07,44 |         |
| 9.    | Арне Габијус      | Немачка              | 8:08,51 |         |
| 10.   | Алексеј Јефимов   | Русија               | 8:09,88 |         |
| 11.   | Сергеј Иванов     | Русија               | 8:11,91 |         |
| 12.   | Итај Магиди       | Израел               | 8:15,82 |         |